# Prix Nestroy de la meilleure actrice
Le prix du théâtre Nestroy est un prix autrichien de théâtre attribué depuis  2000 et qui récompense la meilleure comédienne.
Les prix Nestroy sont des récompenses de théâtre attribuées par la ville de Vienne en Autriche depuis 2000. Le prix est dénommé d'après le poète autrichien Johann Nepomuk Nestroy et est décliné en onze autres catégories.
| Année | Lauréate                | Pièce et rôle                                                           | Théâtre                                                | Autres nommées |
| ----- | ----------------------- | ----------------------------------------------------------------------- | ------------------------------------------------------ | --- |
| 2000  | Birgit Doll             | Qui a peur de Virginia Woolf ? (Martha)                                 | Volkstheater (Vienne)                                  | - Jutta Lampe pour La Mouette (Arkadina) - Elisabeth Rath pour Das Blut (Frau) |
| 2001  | Judith Engel            | Bash (Sue/Die Frau)                                                     | Hamburger Kammerspiele                                 | - Andrea Clausen pour Trois versions de la vie (Ines Finidori) - Angela Winkler pour Rosmersholm (Rebekka West) |
| 2002  | Ulli Maier              | L'Homme sans qualités (Agathe)                                          | Festival de Vienne/Hamburger Kammerspiele              | - Corinna Kirchhoff pour Marie Stuart (Maria Stuart) - Elisabeth Orth pour Marie Stuart (Elisabeth) |
| 2003  | Maria Happel            | Die Zeit der Plancks (Maria)                                            | Burgtheater                                            | - Andrea Clausen pour Emilia Galotti (Orsina) - Monique Schwitter pour Woyzeck (Marie) et pour son interprétation de Janis Joplin (Janis Joplin) |
| 2004  | Birgit Minichmayr       | Das goldene Vlies de Franz Grillparzer (Médée)                          | Burgtheater                                            | - Petra Morzé pour Das weite Land (Genia) - Sophie Rois pour Hallo Hotel (Mitwirkende) |
| 2005  | Sunnyi Melles           | Légendes de la forêt viennoise (Valerie)                                | Festival de Salzbourg/Bayerisches Staatsschauspiel     | - Andrea Clausen pour La Cerisaie (Ranjewskaja) - Christiane von Poelnitz pour Die Frau von früher (Romy Vogtländer) |
| 2006  | Edith Clever            | Schlaf (Die ältere Frau)                                                | Akademietheater/Burgtheater                            | - Judith Hoffmann pour Beaucoup de bruit pour rien (Béatrice) - Christiane von Poelnitz pour Kleinbürger (Tatjana) |
| 2007  | Sylvie Rohrer           | Medea. Ein Projekt von Grzegorz Jarzyna (Medea) et Über Tiere (Monolog) | Kasino am Schwarzenbergplatz                           | - Christiane von Poelnitz pour Beaucoup de bruit pour rien (Beatrice) - Barbara Sukowa pour Quartett (Merteuil) |
| 2008  | Regina Fritsch          | Incendies (Nawal)                                                       | Akademietheater/Burgtheater                            | - Sandra Cervik pour La Ronde (Frauenrollen) - Andrea Wenzl pour Les Aventures d'Alice au pays des merveilles (Alice) |
| 2009  | Birgit Minichmayr       | Der Weibsteufel (de) de Karl Schönherr (Weib)                           | Akademietheater/Burgtheater                            | - Katja Jung pour Invasion! (mehrere Rollen) - Tatja Seibt pour Besuch bei dem Vater (Edith) |
| 2010  | Kirsten Dene            | Eine Familie (Violet Weston)                                            | Akademietheater/Burgtheater                            | - Christiane von Poelnitz pour Der goldene Drache (verschiedene Rollen) - Martina Stilp pour Peep show (Solo) |
| 2011  | Sarah Viktoria Frick    | Stallerhof (Beppi)                                                      | Kasino am Schwarzenbergplatz/Burgtheater               | - Ruth Brauer-Kvam pour Cabaret (Sally Bowles) - Nicola Kirsch pour Orphelins tchèques (Helen) - Maria Köstlinger pour Blackbird (Una) - Caroline Peters pour Professor Bernhardi (Dr. Cyprian)                                                                     |
| 2012  | Dörte Lyssewski         | Un tramway nommé Désir (Blanche Dubois)                                 | Burgtheater                                            | - Andrea Eckert pour Du bleibst bei mir (Dorothea Neff) - Regina Fritsch pour La Communauté (Anna) - Nicole Heesters pour John Gabriel Borkman (Gunhild Borkman) - Steffi Krautz pour Geister in Princeton (Adele Gödel)                                            |
| 2013  | Christiane von Poelnitz | Elektra (Elektra)                                                       | Burgtheater                                            | - Sandra Cervik pour Speed (Annie) - Gerti Drassl pour Jägerstätter (Franziska Jägerstätter) - Franziska Hackl pour Mamma Medea (Medea) - Katharina Straßer pour Casimir et Caroline (Karoline)                                                                     |
| 2014  | Nicole Heesters         | Vor dem Ruhestand (Vera)                                                | Theater in der Josefstadt                              | - Hanna Binder pour Woyzeck (Marie) - Maria Happel pour Mère Courage et ses enfants (Mutter Courage) - Sona MacDonald pour Spatz und Engel (Marlene Dietrich) – Burgtheater et La Chorale du bonheur (Inger) - Birgit Stöger pour Niemandsland (Asra)               |
| 2015  | Elisabeth Orth          | Die Unverheiratete de Ewald Palmetshofer (Die Alte)                     | Akademietheater                                        | - Andrea Jonasson pour Am Ziel (Mutter) - Katja Jung pour Hunde Gottes (Betty Aligheri) - Birgit Minichmayr pour John Gabriel Borkman (Gunhild Borkman) - Caroline Peters pour John Gabriel Borkman (Ella Rentheim)                                                 |
| 2016  | Sona MacDonald          | Mademoiselle Julie (Julie) et Blue Moon (Sie)                           | Theater in der Josefstadt et Wiener Kammerspiele       | - Stefanie Dvorak pour Die Präsidentinnen (Mariedl) - Claudia Kottal pour Die Blonde, die Brünette und die Rache der Rothaarigen (Diverse) - Caroline Peters pour Bella Figura (Andrea) - Stefanie Reinsperger pour Selbstbezichtigung                              |
| 2017  | Andrea Jonasson         | Montage sur scène du film Les Damnés (Freifrau Sophie von Essenbeck)    | Theater in der Josefstadt                              | - Lina Beckmann – Rose Bernd (Rose Bernd) - Gerti Drassl – Le Canard sauvage (Gina Ekdal) - Evi Kehrstephan – Le Misanthrope (Célimène) - Christiane von Poelnitz – Pension Schöller (de) de Wilhelm Jacoby et Carl Laufs (Josephine Krüger) et Les Perses (Atossa) |
| 2018  | Caroline Peters         | Hotel Strindberg                                                        | Akademietheater en coproduction avec le Theater Basel  | - Anja Herden – Mitleid. Die Geschichte des Maschinengewehrs - Sandra Hüller – Penthésilée (Penthesilea) - Aenne Schwarz – The Who and the What (Zarina) - Valery Tscheplanowa – Les Perses                                                                         |
| 2019  | Steffi Krautz           | Un tramway nommé Désir (Blanche DuBois)                                 | Volkstheater Wien                                      | - Anna Drexler (de) – Woyzeck (Marie) - Caroline Peters – Medea (Anna) - Maja Schöne – Liliom (Julie) - Andrea Wenzl – Glaube Liebe Hoffnung (Elisabeth) |
| 2020  | Caroline Peters         | Schwarzwasser                                                           | Akademietheater                                        | - Beatrice Cordua – TANZ. Eine sylphidische Träumerei in Stunts - Theresa Palfi – Marie Stuart (Elizabeth) |
| 2021  | Lina Beckmann           | Richard the Kid & the King (Richard)                                    | Festival de Salzbourg/Deutsches Schauspielhaus Hamburg | - Bibiana Beglau – Maria Stuart (Elisabeth) - Katharina Lorenz – Automatenbüfett (Eva) - Birgit Minichmayr – Maria Stuart (Maria Stuart) - Marie-Luise Stockinger – Das Himmelszelt (Sally Poppy)                                                                   |
| 2022  | Sarah Viktoria Frick    | Adern (Aloisia)                                                         | Akademietheater                                        | - Constanze Passin – Aus dem Nichts - Julia Franz Richter – Karoline und Kasimir – Noli me tangere - Anna Rieser – Einsame Menschen (Käthe) - Marie-Luise Stockinger – Zdeněk Adamec                                                                                |

| Actrice la plus souvent honorée              | Birgit Minichmayr (2 prix)                                |
| Actrice la plus souvent nommée               | Christiane von Poelnitz (6 nominations)                   |
| Actrice la plus souvent nommée sans victoire | Andrea Clausen et Caroline Peters (3 nominations chacune) |